# 추분
| 24절기 - 입춘 - 우수 - 경칩 - 춘분 - 청명 - 곡우 - 입하 - 소만 - 망종 - 하지 - 소서 - 대서 - 입추 - 처서 - 백로 - 추분 - 한로 - 상강 - 입동 - 소설 - 대설 - 동지 - 소한 - 대한 ← ↓ → ↑ | 24절기 - 입춘 - 우수 - 경칩 - 춘분 - 청명 - 곡우 - 입하 - 소만 - 망종 - 하지 - 소서 - 대서 - 입추 - 처서 - 백로 - 추분 - 한로 - 상강 - 입동 - 소설 - 대설 - 동지 - 소한 - 대한 ← ↓ → ↑ | 24절기 - 입춘 - 우수 - 경칩 - 춘분 - 청명 - 곡우 - 입하 - 소만 - 망종 - 하지 - 소서 - 대서 - 입추 - 처서 - 백로 - 추분 - 한로 - 상강 - 입동 - 소설 - 대설 - 동지 - 소한 - 대한 ← ↓ → ↑ |
| 황경 | 절기 | 양력 |
| --- | --- | --- |
| 봄 | | |
| 315° | 입춘 | 2/3~5 |
| 330° | 우수 | 2/18~19 |
| 345° | 경칩 | 3/5~6 |
| 0° | 춘분 | 3/20~21 |
| 15° | 청명 | 4/4~5 |
| 30° | 곡우 | 4/20~21 |
| 여름 | | |
| 45° | 입하 | 5/5~6 |
| 60° | 소만 | 5/21~22 |
| 75° | 망종 | 6/5~6 |
| 90° | 하지 | 6/21~22 |
| 105° | 소서 | 7/7~8 |
| 120° | 대서 | 7/22~23 |
| 가을 | | |
| 135° | 입추 | 8/7~8 |
| 150° | 처서 | 8/22~24 |
| 165° | 백로 | 9/7~8 |
| 180° | 추분 | 9/22~23 |
| 195° | 한로 | 10/8~9 |
| 210° | 상강 | 10/23~24 |
| 겨울 | | |
| 225° | 입동 | 11/7~8 |
| 240° | 소설 | 11/22~23 |
| 255° | 대설 | 12/7~8 |
| 270° | 동지 | 12/21~22 |
| 285° | 소한 | 1/5~6 |
| 300° | 대한 | 1/19~21 |

추분(秋分)은 24절기의 16번째로 태양 황경이 180도가 되는 때를 말한다. 양력으로는 9월 22일 또는 9월 23일이다.
춘분과 추분을 흔히 이분(二分)이라고 총칭하는데, 하지 이후 낮의 길이가 조금씩 짧아져 추분이 되면 낮과 밤의 길이가 같아진다. 추분 이후부터 차츰 밤이 길어져 바야흐로 여름이 지나고 가을이 다가옴을 느낄 수 있다. 비슷해 보이는 추석은 음력이 기준점이 되지만, 추분은 태양력으로 정해진다.
지금은 사라진 프랑스 혁명력에서 추분을 한 해의 시작으로 삼았다.
일본에서는 24절기 중 추분과 춘분을 공휴일로 지정하고 있다.

추분날 태양과 지구의 위치

## 풍속
- 추분을 전후한 시기는 논과 밭의 온갖 곡식을 거두어들이고 목화나 고추를 따서 말리는 등 농사일이 많으며, 오곡백과가 풍성한 시절이다.

## 기타
- 천문학적으로는 춘분, 하지, 추분, 동지 등 4개만 큰 의미가 있을 뿐, 나머지 20개는 특별한 명칭과 의미가 없다. 더 정확하게 말하면, 천문학에서는 춘분점, 하지점, 추분점, 동지점 등 4개만 있고, 나머지 20개에 대응하는 명칭이나 용어가 없다.[1]
- 또한, 춘분, 하지, 추분, 동지 등 4개는 기상현상이 아니라 천문현상으로서, 이들 4개는 기후변화와 관계없다.[2]
- 춘분과 추분에 낮과 밤의 길이가 같다고 알려져 있으나, 이는 사실이 아니다. 춘분과 추분은 낮의 길이가 보통 8분~9분 정도 더 길다. 그 이유는 3가지이다. 첫째, 낮과 밤의 기준은 일출, 일몰 시각이다. 일출은 태양의 가장 윗부분이 지평선 (또는 수평선) 위로 올라올 때이고, 일몰은 태양의 가장 윗부분이 지평선 (또는 수평선) 아래로 내려갈 때이다. 그러나, 춘분과 추분은 태양의 중심이 하늘의 적도에 오는 시각으로 계산되기에, 일출, 일몰 시각도 태양의 중심이 지평선 (또는 수평선) 에 오는 시간을 기준으로 하게 되면, 춘분과 추분에 낮과 밤의 길이가 각각 12시간씩 같게 된다. 하지만, 이때는 이미 태양의 절반 정도가 지평선 (또는 수평선) 위에 있는 상태이다. 둘째, 대기의 굴절 효과로 인해, 태양이 지평선 (또는 수평선) 아래 쪽에 있는데도, 실제로는 뜬 것처럼 보이는 것이다. 그래서 보통 일출, 일몰 시각을 정할 때는, 실제 지평선 (또는 수평선) 보다 태양 지름만큼의 가상의 지평선 (또는 수평선) 을 정한다. 그래서 태양이 그 지평선 (또는 수평선) 위로 올라올 때를 일출, 아래로 내려갈 때를 일몰로 정한다. 셋째, 일출~일몰까지 12시간 동안 지구가 태양의 지름만큼 공전한다. 이러한 것들이 모두 합쳐져서, 춘분과 추분은 낮의 길이가 밤의 길이보다 조금 더 길다. 그리고 일출 전, 일몰 후에, 시민박명 등 박명이 발생하기에, 얼마간은 빛이 남아 있게 된다. 그래서 낮이 1시간 이상 더 길게 느껴진다. 참고로, 낮과 밤의 길이가 각각 12시간씩 같은 날은, 보통 춘분보다 3일, 4일 전, 추분보다 3일, 4일 후이다.[3][4]
- 한국천문연구원 천문우주지식정보 - 생활천문관 - 일출일몰시각계산을 통해 계산하면, 대한민국 서울(북위 37.5°)을 기준으로, 추분은 춘분보다 일출, 남중, 일몰 시각이 약 15분 정도씩 빠르다.
- 추분 직전에 남극점(남위 90°) 에서 일출이 일어나고, 추분 직후에 북극점(북위 90°) 에서 일몰이 일어난다. (북극점(북위 90°), 남극점(남위 90°)에서는 일출, 일몰이 각각 1년에 1번만 일어난다. 그 시기는 춘분, 추분이다.) (박명/여명/황혼, 백야, 극야 참고)

## 같이 보기
- 추분점
- 분점 (춘분점, 추분점)
- 지점 (하지점, 동지점)
- 춘분, 하지, 추분, 동지
- 적경 (24절기에 따른 태양의 적경 참고)
  - 춘분, 하지, 추분, 동지 등 4개만 태양의 적경과 황경이 일치하고, 나머지 20개는 일치하지 않음.
- 적위 (24절기에 따른 태양의 적위, 태양의 위치, 낮의 길이 (일출~일몰), 낮의 비율 참고)
  - 춘분 (또는 춘분점) (태양의 적위 0°, 태양의 위치 적도, 하루 24시간 중 낮이 차지하는 비율 약 50%)
  - 하지 (또는 하지점) (태양의 적위 +23.4°, 태양의 위치 북회귀선, 하루 24시간 중 낮이 차지하는 비율 약 60%)
  - 추분 (또는 추분점) (태양의 적위 0°, 태양의 위치 적도, 하루 24시간 중 낮이 차지하는 비율 약 50%)
  - 동지 (또는 동지점) (태양의 적위 -23.4°, 태양의 위치 남회귀선, 하루 24시간 중 낮이 차지하는 비율 약 40%)
- 백야
  - 추분 (또는 추분점) (태양의 적위가 0° 인 경우) 때, 남극점(남위 90°) 에서 백야 현상이 발생함.
- 극야
  - 추분 (또는 추분점) (태양의 적위가 0° 인 경우) 때, 북극점(북위 90°) 에서 극야 현상이 발생함.
- 가을
- 새해
  - 양력설
  - 음력설
  - 입춘
  - 춘분
- 한국 추석 (음력 8월 15일 (양력 9월 7일~10월 8일 사이). 즉, 추분 전후 ±15일)
- 추분의 날 (일본의 공휴일)
- 프랑스 혁명력 (프랑스에서 1793년~1805년, 즉 약 12년 동안 사용했던 달력. 추분이 1월 1일)
- 이스라엘 나팔절/로쉬 하샤나 (히브리력/유대력 디스리 월 1일 (1월 1일. 양력 9월 5일~10월 5일 사이). 즉, 추분 전후 ±15일)

## 참고 문헌 및 링크
- 추분점 (한국천문학회 천문학백과)
- 추분점 (한국천문학회 위키천문백과사전) 보관됨 2024-12-21 - 웨이백 머신
- 분점 (한국천문학회 천문학백과)
- 분점 (한국천문학회 위키천문백과사전) 보관됨 2023-03-24 - 웨이백 머신
- 한국천문연구원 천문우주지식정보 → 생활천문관 → 월별 천문현상 에서는 춘분, 하지, 추분, 동지 등 4개만 절입시각이 표기돼 있고, 나머지 20개의 절입시각은 표기돼 있지 않다. (이는 한국천문연구원에서 매년 11월쯤에 발행하는 역서, 천문력(벽걸이용, 탁상용)을 통해서도 확인할 수 있다. 그리고 역서, 천문력(벽걸이용, 탁상용)은 구매하여 이용할 수 있다. (무료 아님)) 단, 한국천문연구원 천문우주지식정보 → 생활천문관 → 달력자료(월력요항) → 달력자료 에서는 나머지 20개의 절입시각도 확인할 수 있다.
- 이 문서에는 다음커뮤니케이션(현 카카오)에서 GFDL 또는 CC-SA 라이선스로 배포한 글로벌 세계대백과사전의 내용을 기초로 작성된 글이 포함되어 있습니다.